# Tekoa
Tekoa és una població dels Estats Units a l'estat de Washington. Segons el cens del 2000 tenia 826 habitants.

## Demografia
Segons el cens del 2000, Tekoa tenia 826 habitants, 318 habitatges, i 220 famílies. La densitat de població era de 279,8 habitants per km².
Dels 318 habitatges en un 30,5% hi vivien nens de menys de 18 anys, en un 56,3% hi vivien parelles casades, en un 10,7% dones solteres, i en un 30,8% no eren unitats familiars. En el 29,2% dels habitatges hi vivien persones soles el 15,1% de les quals corresponia a persones de 65 anys o més que vivien soles. El nombre mitjà de persones vivint en cada habitatge era de 2,43 i el nombre mitjà de persones que vivien en cada família era de 2,98.
Per edats la població es repartia de la següent manera: un 27,7% tenia menys de 18 anys, un 4,4% entre 18 i 24, un 20,5% entre 25 i 44, un 24,7% de 45 a 60 i un 22,8% 65 anys o més.
L'edat mediana era de 42 anys. Per cada 100 dones de 18 o més anys hi havia 86,6 homes.
La renda mediana per habitatge era de 30.833 $ i la renda mediana per família de 36.771 $. Els homes tenien una renda mediana de 32.014 $ mentre que les dones 19.307 $. La renda per capita de la població era de 14.344 $. Aproximadament el 13,2% de les famílies i el 14,5% de la població estaven per davall del llindar de pobresa.

## Poblacions més properes
El següent diagrama mostra les poblacions més properes.